# هو كا بو
هو كا بو هي لاعبة الاسكواش صينية، ولدت في 27 أكتوبر 1994 في هونغ كونغ في الصين.

## وصلات خارجية
- هو كا بو على موقع SquashInfo.com (الإنجليزية)